# Basketbal op de Olympische Zomerspelen 2012 – Mannen
Het basketbaltoernooi voor mannen tijdens de Olympische Zomerspelen 2012 in Londen begint op 29 juli en eindigt op 12 augustus.
De twaalf deelnemende teams zijn verdeeld over twee groepen van zes, waarin een halve competitie wordt gespeeld. Aan het einde van de groepsfase gaan de nummers één tot en met vier van elke groep door naar de kwartfinales, de winnaars van de vier kwartfinales stoten door naar de halve finales. De winnaars van de halve finales gaan door naar de finale, de verliezers van de halve finales spelen een wedstrijd om de bronzen medaille.

## Groepsfase

### Groep A
| # | Team             | WD | W | V | PV  | PT  | PS   | Punten |
| - | ---------------- | -- | - | - | --- | --- | ---- | ------ |
| 1 | Verenigde Staten | 5  | 5 | 0 | 589 | 398 | +191 | 10     |
| 2 | Frankrijk        | 5  | 4 | 1 | 376 | 378 | -2   | 9      |
| 3 | Argentinië       | 5  | 3 | 2 | 448 | 424 | +24  | 8      |
| 4 | Litouwen         | 5  | 2 | 3 | 395 | 399 | -4   | 7      |
| 5 | Nigeria          | 5  | 1 | 4 | 338 | 456 | -118 | 6      |
| 6 | Tunesië          | 5  | 0 | 5 | 320 | 411 | -91  | 5      |

#### Groep A (wedstrijden)
alle tijden zijn West-Europese Zomertijd (UTC +1:00)
| Datum      | Tijd  |                  | Score    |                  |
| ---------- | ----- | ---------------- | -------- | ---------------- |
| 29 juli    | 09:00 | Nigeria          | 60 - 56  | Tunesië          |
| 29 juli    | 14:30 | Verenigde Staten | 98 - 71  | Frankrijk        |
| 29 juli    | 22:15 | Argentinië       | 102 - 79 | Litouwen         |
| 31 juli    | 14:30 | Litouwen         | 72 - 53  | Nigeria          |
| 31 juli    | 20:00 | Frankrijk        | 71 - 64  | Argentinië       |
| 31 juli    | 22:15 | Tunesië          | 63 - 110 | Verenigde Staten |
| 2 augustus | 09:00 | Frankrijk        | 82 - 74  | Litouwen         |
| 2 augustus | 14:30 | Argentinië       | 92 - 69  | Tunesië          |
| 2 augustus | 22:15 | Verenigde Staten | 156 - 73 | Nigeria          |
| 4 augustus | 09:00 | Tunesië          | 69 - 73  | Frankrijk        |
| 4 augustus | 14:30 | Litouwen         | 94 - 99  | Verenigde Staten |
| 4 augustus | 22:15 | Nigeria          | 79 - 93  | Argentinië       |
| 6 augustus | 11:15 | Tunesië          | 63 - 76  | Litouwen         |
| 6 augustus | 14:30 | Frankrijk        | 79 - 73  | Nigeria          |
| 6 augustus | 22:15 | Argentinië       | 97 - 126 | Verenigde Staten |

### Groep B
| # | Team             | WD | W | V | PV  | PT  | PS   | Punten |
| - | ---------------- | -- | - | - | --- | --- | ---- | ------ |
| 1 | Rusland          | 5  | 4 | 1 | 400 | 359 | +41  | 9      |
| 2 | Brazilië         | 5  | 4 | 1 | 402 | 349 | +53  | 9      |
| 3 | Spanje           | 5  | 3 | 2 | 414 | 394 | +20  | 8      |
| 4 | Australië        | 5  | 3 | 2 | 410 | 373 | +37  | 8      |
| 5 | Groot-Brittannië | 5  | 1 | 4 | 380 | 405 | -25  | 6      |
| 6 | China            | 5  | 0 | 5 | 313 | 439 | -126 | 5      |

#### Groep B (wedstrijden)
alle tijden zijn West-Europese Zomertijd (UTC +1:00)
| Datum      | Tijd  |                  | Score    |                  |
| ---------- | ----- | ---------------- | -------- | ---------------- |
| 29 juli    | 11:15 | Brazilië         | 75 - 71  | Australië        |
| 29 juli    | 16:45 | Spanje           | 97 - 81  | China            |
| 29 juli    | 20:00 | Rusland          | 95 - 75  | Groot-Brittannië |
| 31 juli    | 09:00 | China            | 54 - 73  | Rusland          |
| 31 juli    | 11:15 | Australië        | 70 - 82  | Spanje           |
| 31 juli    | 16:45 | Groot-Brittannië | 62 - 67  | Brazilië         |
| 2 augustus | 11:15 | Australië        | 81 - 61  | China            |
| 2 augustus | 16:45 | Brazilië         | 74 - 75  | Rusland          |
| 2 augustus | 20:00 | Spanje           | 79 - 78  | Groot-Brittannië |
| 4 augustus | 11:15 | Rusland          | 77 - 74  | Spanje           |
| 4 augustus | 16:45 | China            | 59 - 98  | Brazilië         |
| 4 augustus | 20:00 | Groot-Brittannië | 75 - 106 | Australië        |
| 6 augustus | 09:00 | Australië        | 82 - 80  | Rusland          |
| 6 augustus | 16:45 | Groot-Brittannië | 90 - 58  | China            |
| 6 augustus | 20:00 | Spanje           | 82 - 88  | Brazilië         |

## Knock-outfase
|  | Kwartfinale 8 augustus | Kwartfinale 8 augustus | Kwartfinale 8 augustus |                  |           | Halve finale 10 augustus | Halve finale 10 augustus | Halve finale 10 augustus |              |              | Finale 12 augustus | Finale 12 augustus | Finale 12 augustus |
|  |                        |                        |                        |                  |           |                          |                          |                          |              |              |                    |                    |                    |
|  | B1                     | Rusland                | 83                     |                  |           |                          |                          |                          |              |              |                    |                    |                    |
|  | A4                     | Litouwen               | 74                     |                  |           |                          |                          |                          |              |              |                    |                    |                    |
|  | A4                     | Litouwen               | 74                     |                  | B1        | Rusland                  | 59                       |                          |              |              |                    |                    |                    |
|  |                        |                        |                        |                  | B1        | Rusland                  | 59                       |                          |              |              |                    |                    |                    |
|  |                        | B3                     | Spanje                 | 67               |           |                          |                          |                          |              |              |                    |                    |                    |
|  | A2                     | B3                     | Spanje                 | 67               | Frankrijk | 59                       |                          |                          |              |              |                    |                    |                    |
|  | A2                     |                        |                        |                  | Frankrijk | 59                       |                          |                          |              |              |                    |                    |                    |
|  | B3                     | Spanje                 | 66                     |                  |           |                          |                          |                          |              |              |                    |                    |                    |
|  |                        |                        |                        |                  |           |                          |                          |                          |              |              | B3                 | Spanje             | 100                |
|  |                        |                        | A1                     | Verenigde Staten | 107       |                          |                          |                          |              |              |                    |                    |                    |
|  | A1                     | Verenigde Staten       | 119                    |                  |           |                          |                          |                          |              |              |                    |                    |                    |
|  | B4                     | Australië              | 86                     |                  |           |                          |                          |                          |              |              |                    |                    |                    |
|  | B4                     | Australië              | 86                     |                  | A1        | Verenigde Staten         | 109                      |                          | Troostfinale | Troostfinale | Troostfinale       | Troostfinale       |                    |
|  |                        |                        |                        |                  | A1        | Verenigde Staten         | 109                      |                          | Troostfinale | Troostfinale | Troostfinale       | Troostfinale       |                    |
|  |                        | A3                     | Argentinië             | 83               |           |                          |                          |                          |              |              |                    |                    |                    |
|  | B2                     | A3                     | Argentinië             | 83               | Brazilië  | 77                       |                          |                          |              |              |                    |                    |                    |
|  | B2                     |                        |                        |                  |           |                          |                          | B1                       | Rusland      | 81           |                    |                    |                    |
|  | A3                     | Argentinië             | 82                     |                  |           |                          |                          | B1                       | Rusland      | 81           |                    |                    |                    |
|  |                        |                        |                        |                  |           |                          | A3                       | Argentinië               | 77           |              |                    |                    |                    |
|  |                        |                        |                        |                  |           |                          | A3                       | Argentinië               | 77           |              |                    |                    |                    |

## Eindklassering
| Goud | Zilver | Brons | 4 |
| Verenigde Staten Tyson Chandler Kevin Durant LeBron James Russell Westbrook Deron Williams Andre Iguodala Kobe Bryant Kevin Love James Harden Chris Paul Anthony Davis Carmelo Anthony                               | Spanje Pau Gasol Rudy Fernández Sergio Rodríguez Juan Carlos Navarro José Manuel Calderón Felipe Reyes Víctor Claver Fernando San Emeterio Sergio Llull Marc Gasol Serge Ibaka Víctor Sada | Rusland Aleksej Sjved Timofej Mozgov Sergej Karasjov Vitali Fridzon Aleksandr Kaun Jevgeni Voronov Viktor Chrjapa Semjon Antonov Sergej Monja Dmitri Chvostov Anton Ponkrasjov Andrej Kirilenko                         | Argentinië Facundo Campazzo Carlos Delfino Manu Ginóbili Juan Pedro Gutiérrez Leonardo Gutiérrez Hernán Jasen Federico Kammerichs Martín Leiva Marcos Mata Andrés Nocioni Pablo Prigioni Luis Scola                   |
| 5 | 6 | 7 | 8 |
| Brazilië Alex Garcia Anderson Varejão Caio Torres Guilherme Giovannoni Larry Taylor Leandro Barbosa Marcelo Machado Marcelo Huertas Marcus Vinícius de Souza Maybyner Rodney Hilário Raul Togni Filho Tiago Splitter | Frankrijk Nicolas Batum Yannick Bokolo Fabien Causeur Nando de Colo Boris Diaw Yakhouba Diawara Mickaël Gelabale Tony Parker Florent Piétrus Kevin Seraphin Ali Traore Ronny Turiaf        | Australië David Andersen David Barlow Aron Baynes Peter Crawford Matthew Dellavedova Adam Gibson Joe Ingles Aleks Marić Patrick Mills Bradley Newley Matthew Nielsen Mark Worthington                                   | Litouwen Tomas Delininkaitis Deividas Dulkys Paulius Jankunas Sarunas Jasikevicius Robertas Javtokas Mantas Kalnietis Rimantas Kaukenas Linas Kleiza Jonas Maciulis Martynas Pocius Darius Songaila Jonas Valanciunas |
| 9 | 10 | 11 | 12 |
| Groot-Brittannië Kieron Achara Robert Archibald Eric Boateng Daniel Clark Luol Deng Joel Freeland Kyle Johnson Andrew Lawrence Mike Lenzly Pops Mensah-Bonsu Nate Reinking Andrew Sullivan                           | Nigeria Tony Skinn Ekene Ibekwe Ike Diogu Al-Farouq Aminu Ade Dagunduro Chamberlain Oguchi Koko Archibong Richard Oruche Ejike Ugboaja Derrick Obasohan Alade Aminu Oluminde Oyedeji       | Tunesië Omar Abada Lassaad Chouaya Mokhtar Ghyaza Mohamed Hdidane Marouan Kechrid Marouan Laghnej Sofian M'Rad Mourad El Mabrouk Amine Maghrebi Salah Mejri Makrem Ben Romdhane Amine Rzig Radhouane Slimane Zied Toumi | China Ding Jinhui Liu Wei Yi Li Wang Shipeng Zhu Fangyu Sun Yue Zhang Zhaoxu Yi Jianlian Guo Ailun Chen Jianghua Wang Zhizhi Zhou Peng                                                                                |

## Bron
- (en)  Wedstrijdschema

St. Louis 1904 · Berlijn 1936 · Londen 1948 · Helsinki 1952 · Melbourne 1956 · Rome 1960 · Tokio 1964 · Mexico-Stad 1968 · München 1972 · Montréal 1976 · Moskou 1980 · Los Angeles 1984 · Seoel 1988 · Barcelona 1992 · Atlanta 1996 · Sydney 2000 · Athene 2004 · Peking 2008 · Londen 2012 · Rio de Janeiro 2016 · Tokio 2020 · Parijs 2024 · Los Angeles 2028
Medaillewinnaars 
Atletiek · Badminton · Basketbal · Boksen · Boogschieten · Gewichtheffen · Gymnastiek · Handbal · Hockey · Judo · Kanovaren · Moderne vijfkamp · Paardensport · Roeien · Schermen · Schietsport · Schoonspringen · Synchroonzwemmen · Taekwondo · Tafeltennis · Tennis · Triatlon · Voetbal · Volleybal · Waterpolo · Wielersport · Worstelen · Zeilen · Zwemmen